# Nuria Llagostera Vives
Nuria Llagostera Vives (Mallorca, 1980. május 16. –) spanyol teniszezőnő. 1996-ban kezdte profi pályafutását, eddigi karrierje során két egyéni és nyolc páros WTA-tornát nyert meg. Legjobb egyéni világranglista-helyezése harmincötödik volt, ezt 2005 júniusában érte el.

## Eredményei Grand Slam-tornákon

### Egyéniben
| Torna           | 2007   | 2006   | 2005   | 2004   | 2003   | 2002   | 2001   |
| --------------- | ------ | ------ | ------ | ------ | ------ | ------ | ------ |
| Australian Open | -      | 1. kör | 1. kör | -      | 2. kör | 3. kör |        |
| Roland Garros   | 2. kör | -      | 4. kör | -      | -      | 1. kör | 3. kör |
| Wimbledon       | -      | -      | 1. kör | 2. kör | -      | -      | 1. kör |
| US Open         | -      | -      | 1. kör | 1. kör | -      | -      | 1. kör |

## Év végi világranglista-helyezései
| Év       | 1997 | 1998 | 1999 | 2000 | 2001 | 2002 | 2003 | 2004 | 2005 | 2006 | 2007 | 2008 |
| Helyezés | 949. | 693. | 237. | 132. | 96.  | 193. | 139. | 79.  | 49.  | 273. | 147. | 70.  |